# 피터 다이아몬드
피터 아서 다이아몬드(Peter Arthur Diamond, 1940년 4월 29일 ~ )는 미국 매사추세츠공과대학(MIT) 교수이다. 세제와 행동 경제학 전문가이다. 2010년에 노벨 경제학상을 수상했다. 경제학상을 수상한 이유는 검색마찰 (search friction)을 연구해 정부의 경제정책과 규제가 실업과 구인, 임금 등에 영향을 끼치는 방법을 이해할 수 있게 해주었기 때문이다.